# بوکمل
بوکمُل یا بوکمول (به نروژی: Bokmål) یکی از دو زبان نوشتاریِ معیار (استاندارد) و رسمی (در کنار نینورسک (نونورسک/ نروژی نو)) در کشور نروژ است. حدود ۸۵ تا ۹۰ درصد از مردم نروژ به این زبان سخن می‌گویند و معمولاً این گونه از زبان نروژی به غیر نروژی‌ زبانان آموزش داده می‌شود.